# Aspidostemon
Aspidostemon là danh pháp của một chi thực vật có hoa trong họ Lauraceae. Chi này là đặc hữu Madagascar.

## Tổng quan
Chi này được Jens Gunter Rohwer và Hans Georg Richter mô tả lần đàu tiên trong Jahrbuch für Botanische Systematik, Pflanzengeschichte und Pflanzengeographie 109 (1): 74 năm 1987. Loài điển hình là Aspidostemon perrieri (Danguy) Rohwer., 1987
Tổng thể thì số bộ sưu tập có sẵn là không lớn. Sự nhận dạng được thực hiện tại Vườn thực vật Missouri.

## Mô tả
Các loài trong chi này là cây bụi hay cây gỗ, cao tới 25 m, có hoa lưỡng tính. Mép lá nguyên, phiến lá hình elip hay elip hẹp. Quả là quả hạch giống như quả mọng, phát tán chủ yếu nhờ chim. Các loài Aspidostemon không là ngoại lệ trong họ Lauraceae; chúng là cây có hoa nhỏ, khó phát hiện và thu thập, thường bị bỏ qua hay để sót khi có các cây dễ thu hái hơn hoặc có hoa nở sặc sỡ hơn.
Aspidostemon có các lá mọc đối, hoa với 3 hoặc 6 nhị (so với 9 nhị ở Cryptocarya), và quả được bao bọc hoàn toàn trong ẩn đầu hoa tự (chén hoa) phình to với các phần hoa bền gắn trên đỉnh quả. Khi Rohwer và Richter mô tả chi này năm 1987, họ công nhận 11 loài (trong đó 7 loài chuyển từ Cryptocarya và 4 loài mô tả mới), nhưng hiện tại người ta công nhận 29 loài. Một số loài đang nguy cấp hoặc gần như tuyệt chủng. Dựa vào sự kết hợp giải phẫu gỗ, các đặc trưng sinh dưỡng và hoa, được các nhà thực vật học lưu ý từ sớm hơn, như của Kostermans năm 1957, các loài được chuyển sang chi Aspidostemon  vốn là từ các phân chi Hexanthera và Trianthera của chi Cryptocarya.

## Sinh thái học
Các loài Aspidostemon là cây gỗ lớn đặc trưng của rừng mưa trong các sinh cảnh rừng nguyệt quế miền núi ở Madagascar và các đảo cận kề, nhưng chỉ hạn hẹp trong khu vực này. Chúng thuộc về một nhánh Gondwana cổ đại bị cô lập của bộ Laurales. Một lượng lớn loài đang gặp nguy cơ tuyệt chủng do khai thác quá mức để lấy gỗ cũng như bị mất môi trường sống.
Chúng là các cây gỗ với tán nhiều lá, mọc thẳng hoặc có cành tỏa rộng. Chúng mọc cao đến 25 m, với một số loài có thể cao đến 40 m. Thân cây to của chúng có đường kính đến 1 m. Chi này dễ nhận dạng do vỏ cây mềm và giống như pho mát. Các lá dày, giống như da có màu lục sẫm. Lá bóng kiểu như lá nguyệt quế. Lá của các loài Aspidostemon không thường xuyên nhọn, với phần mũi nhọn gấp lại thành một ống ngắn. Khi mở một vài trong số các chỏm cuộn vào trong này, người ta tìm thấy các vỏ trứng côn trùng tương tự như những gì tìm thấy ở vú lá; rêu tản biểu sinh cũng được tìm thấy. Các chỏm cuộn vào trong này dường như có chức năng như những vú lá và nơi trú ẩn cho các con ve bét làm sạch lá.
Quả là nguồn thức ăn quan trọng của chim, thường là thuộc các chi chuyên biệt hóa. Chim ăn cả quả và ựa ra hoặc đào thải hạt còn nguyên vẹn theo đường tiêu hóa ra ngoài, đưa hạt vào những điều kiện tốt nhất để nảy mầm (phát tán nhờ chim). Ở một số loài, phát tán hạt được thực hiện nhờ động vật có vú.

## Các loài
- Aspidostemon andohahelensis van der Werff, 2006
- Aspidostemon antongilensis van der Werff, 2006
- Aspidostemon apiculatus van der Werff, 2006
- Aspidostemon capuronii van der Werff, 2006
- Aspidostemon caudatus Rohwer, 1987
- Aspidostemon conoideus van der Werff, 2006
- Aspidostemon dolichocarpus (Kosterm.) Rohwer, 1987
- Aspidostemon fungiformis van der Werff, 2006
- Aspidostemon glandulosus Rohwer, 1987
- Aspidostemon grayi van der Werff, 2006
- Aspidostemon humbertianus (Kosterm.) Rohwer, 1987
- Aspidostemon inconspicuus Rohwer, 1987
- Aspidostemon insignis van der Werff, 2006
- Aspidostemon lacrimans (Kosterm.) Rohwer, 1987
- Aspidostemon litoralis van der Werff, 2006
- Aspidostemon longipedicellatus van der Werff, 2006
- Aspidostemon lucens van der Werff, 2006
- Aspidostemon macrophyllus van der Werff, 2006
- Aspidostemon manongarivensis van der Werff, 2006
- Aspidostemon masoalensis van der Werff, 2006
- Aspidostemon microphyllus van der Werff, 2006
- Aspidostemon occultus van der Werff, 2006
- Aspidostemon parvifolius (Scott Elliot) van der Werff, 2006
- Aspidostemon percoriaceus (Kosterm.) Rohwer, 1987
- Aspidostemon perrieri (Danguy) Rohwer, 1987
- Aspidostemon reticulatus van der Werff, 2006
- Aspidostemon synandra Rohwer, 1987
- Aspidostemon trianthera (Kosterm.) Rohwer, 1987
- Aspidostemon trichandra van der Werf, 2006

Loài được công nhận năm 1987 là Aspidostemon scintillans (Kosterm.) Rohwer, 1987 thì hiện nay được coi là đồng nghĩa của Beilschmiedia scintillans (Kosterm.) van der Werff & Sach.Nishida, 2007.